# Aleksandar Čavrić
Aleksandar Čavrić (serbisk: Александар Чаврић; født 18. maj 1994) er en serbisk fodboldspiller, som spiller i angrebet i slovakiske Slovan Bratislava. Han har tidligere spillet i serbiske klubber samt belgiske KRC Genk, hvorfra han en sæson var udlejet til danske AGF.

## Karriere

### Klub
Čavrić indledte sin seniorkarriere i FK Banat Zrenjanin i den næstbedste serbiske fodboldrække på en lærlingekontrakt, men da han blev 18 år gammel afslog han at fortsætte i klubben og tog i stedet i 2012 til den serbiske superligaklub OFK Beograd på en fri transfer. To år senere skiftede han til den belgiske Pro League-klub KRC Genk. Det følgende år blev han udlejet til AGF. Efter et år i Aarhus returnerede han til Belgien, hvorpå han blev solgt til slovakiske ŠK Slovan Bratislava.

### Landshold
Čavrić har spillet på flere serbiske ungdomslandshold, og han var med i truppen til U/19 Europamesterskabet 2012.